# 470
| [ Edytuj tabelę ]          |                        |
| Cesarz Bizancjum           | - 457 Leon I 474       |
| Król Franków               | - 457 Childeryk I 481  |
| Król Kentu                 | - 455 Hengest 488      |
| Patriarcha Konstantynopola | - 458 Gennadiusz I 471 |
| Władca Korei               | - 413 Changsu 491      |
| Król Munsteru              | - 453 Óengus 489       |
| Papież                     | - 468 Symplicjusz 483  |
| Król Persji                | - 459 Peroz I 484      |
| Cesarz Rzymu               | - 467 Antemiusz 472    |
| Król Wandalów              | - 428 Genzeryk 477     |
| Król Wizygotów             | - 466 Euryk 484        |

Rok 470 / CDLXX
stulecia: IV wiek ~
V wiek ~
VI wiek

lata: 460 «
465 «
466 «
467 «
468 «
469 «
470
» 471
» 472
» 473
» 474
» 475
» 480

## Wydarzenia
- Bretoński dowódca Riothamus walczył przeciw Wizygotom.

## Urodzili się
- Cezary z Arles, biskup (zm. 542).
- Dawid Niezwyciężony, bizantyński filozof (zm. po 550).
- Dionizjusz Mały, mnich i pisarz (lub 475; zm. 544).
- Finian z Clonard, irlandzki mnich (zm. 549).
- Klotylda, królowa Franków (zm. 545).